# Urgleptes literatus
Urgleptes literatus är en skalbaggsart som först beskrevs av Bates 1885.  Urgleptes literatus ingår i släktet Urgleptes och familjen långhorningar.
Artens utbredningsområde är Honduras. Inga underarter finns listade i Catalogue of Life.